# Eleonora Enăchescu
Eleonora Enăchescu (n. 12 august 1952, Cluj, România – d. 2 septembrie 2015, București, România) a fost o violonistă, soprană de coloratură și profesoară de voce română care a profesat la Departamentul de Voce al Universității Naționale de Muzică din București. Înainte de a se axa pe profesorat, a fost una din prim-solistele ale Operei naționale din București.

## Biografie
Muziciană complexă care, după ce a absolvit Liceul de Muzică din Cluj-Napoca la secția vioară, în 1971, s-a orientat către o nouă direcție, cea a cântatului, desăvârșindu-și arta și tehnica sub îndrumarea celebrelor soprane Magda Ianculescu și Eugenia Moldoveanu.

### Carieră ca soprană
Și-a făcut debutul absolut cu rolul Violettei din La Traviata de Giusepe Verdi la Opera Maghiară din Cluj, iar între 1978 și 2000 s-a numărat printre prim-soliștii Operei Române din București.  Eleonora Enăchescu a abordat roluri dificile dintre care vom menționa doar La Traviata și Rigoletto de Verdi, L’Elisir d’amore, Don Pasquale, Lucia di Lammermoor de Donizetti, Die Zauberflöte, Die Entführung aus dem Serail de Mozart, Lakmé de Delibes, Les Contes d’Hoffmann de Offenbach, L’Italiana in Algeri și Il Barbiere di Siviglia de Rossini, Il Matrimonio segreto de Cimarosa și Ariadne auf Naxos de Richard Strauss. A abordat peste 15 partituri vocal-simfonice importante și un mare număr de lieduri.
Seriozitatea studiului său și marea sensibilitate și inteligență muzicală de care a dat dovadă i-au atras repede multe cronici laudative care au apreciat frumusețea sunetului și a frazării sale, a rafinamentului și a remarcabilului său simț al stilului. Cele peste 400 de spectacole, concerte și recitaluri au purtat-o în toată țara și peste hotare, unde a avut turnee în Anglia, Austria, Belgia, Bulgaria, Filipine, Franța, Germania, Italia, Olanda, Spania și fosta Uniune Sovietică. Unele din piesele sale de rezistență se păstrează în arhivele Radiodifuziunii Române.
Neîncetând nici un moment să își lărgească sfera activităților muzicale, Eleonora Enăchescu a îmbrățișat și cariera didactică, fiind Conferențiar la Universitatea Națională de Muzică din București, unde este Șefă a Catedrei de Canto din 2006. Aici a obținut recent (2004) și titlul de Doctor în Muzică Magna cum Laude. Aceasta muncă laborioasă s-a finalizat cu publicarea cărții Dualitatea text - muzică în genul operei la Editura Universității Naționale de Muzică din București în același an. O a doua carte, De la cuvânt la muzică, este sub tipar la aceeași editură.
Eleonora Enachescu a fost invitată să țină cursuri de măiestrie la Colegiul Santa Isabel din Manila, Filipine în 1988 și la Hochschule für Musik und Darstellende Kunst din Stuttgart în 2005 și 2006. De asemenea a fost deseori invitată să facă parte din juriile unor concursuri de canto din România. Este de asemenea membru fondator al A.N.C.R (Asociația Națională Corală din România) și membru de onoare al Fundației culturale „Marțian Negrea”.
Dacă arta Eleonorei Enăchescu a fost recunoscută prin acordarea Ordinului „Meritul Cultural” în grad de Ofițer pentru merite în domeniul „Artei spectacolului”, conferit prin decret prezidențial în 2004 și a Diplomei de Excelență pentru întreaga activitate artistică în 2006 (cu prilejul a 85 de ani de la înființarea Operei Naționale Române), talentul său pedagogic a fost demonstrat și răsplătit zilnic de marile succese ale studenților săi pe scenă și la concursurile naționale și internaționale de canto.
Eleonora Enăchescu a contrbuit la succesul sopranei Valentina Naforniță la BBC Cardiff Singer of the World 2011, întrucât Naforniță a fost eleva lui Enăchescu la București, studiind pentru un masterat în voce. Pregătirea Valentinei pentru concurs a fost realizată intensiv și extensiv pe parcursul a cinci luni de studiu la București.